# (20394) Fatou
(20394) Fatou (1998 MQ17) – planetoida z pasa głównego asteroid okrążająca Słońce w ciągu 5,54 lat w średniej odległości 3,13 j.a. Odkryta 28 czerwca 1998 roku.